# Victoria (loď)

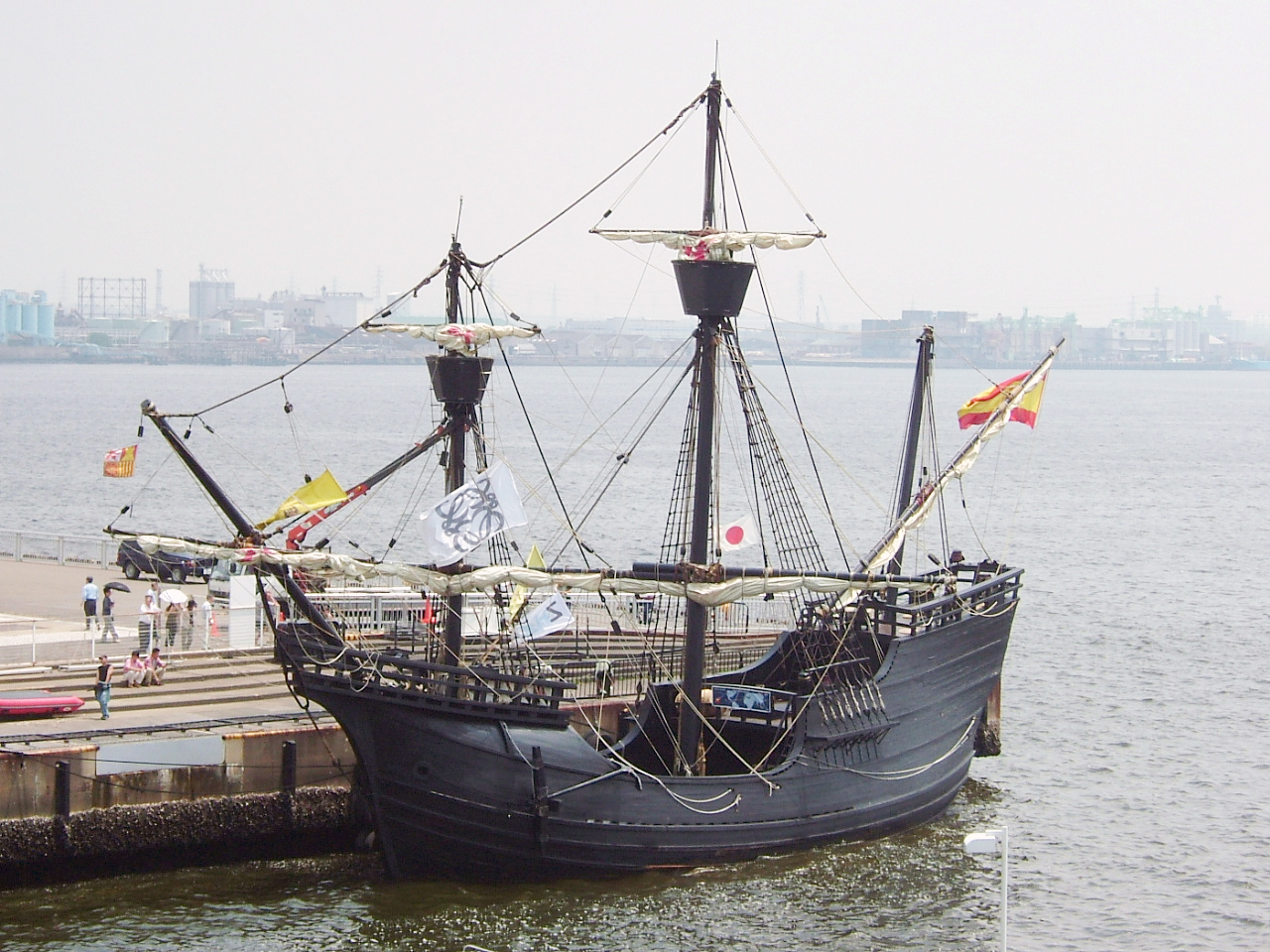
Moderní rekonstrukce lodi Victoria

Victoria byla karaka, která patřila do výpravy Fernãa de Magalhãese a jako jediná absolvovala celou plavbu kolem světa (1519–1522). Jejím původním velitelem byl Luis de Mendoza, zabitý při vzpouře v zálivu sv. Juliána, později se tu v kapitánských funkcích vystřídali ještě tři muži – Duarte Barbosa, Magalhãesův švagr, Gonzalo Gómez de Espinosa a konečně Juan Sebastián del Cano, jemuž se v září 1522 podařilo dosáhnout španělských břehů a cestu dokončit. Victoria, postavená v loděnicích Ondarroa v Baskicku, byla 28 metrů dlouhá, 8,5 metru široká a odhaduje se, že měla výtlak asi 80-90 tun.
Po své největší cestě byla loď opravena a ještě dvakrát se plavila do Severní Ameriky. Při své druhé plavbě však zchátralý trup nevydržel a loď, která obeplula svět, se potopila.